# Peribatodes correptaria
Peribatodes correptaria är en fjärilsart som beskrevs av Philipp Christoph Zeller 1847. Peribatodes correptaria ingår i släktet Peribatodes och familjen mätare. Inga underarter finns listade i Catalogue of Life.